# Trance
Trance är en genre av elektronisk musik som härstammar från en kombination av new beat, techno och house och förgrenar sig i en mångfald av undergrupper. 
Trancens kännetecken är ett tempo på mellan 110 och 150 taktslag per minut, och genren anses vara mer melodisk än annan elektronisk dansmusik som till exempel techno, New beat och house. 
Ofta har trancen en framtoning och sätt att bygga upp musikstycken som påminner starkt om hårdrock (i stil med New Wave of British Heavy Metal). Trance skapas först och främst med hjälp av elektroniska redskap som till exempel syntar. På senare tid har dock musikproduktionen flyttat från påkostade studior med dyr utrustning till allt billigare och kraftfullare persondatorer.

## Förgreningar av trance

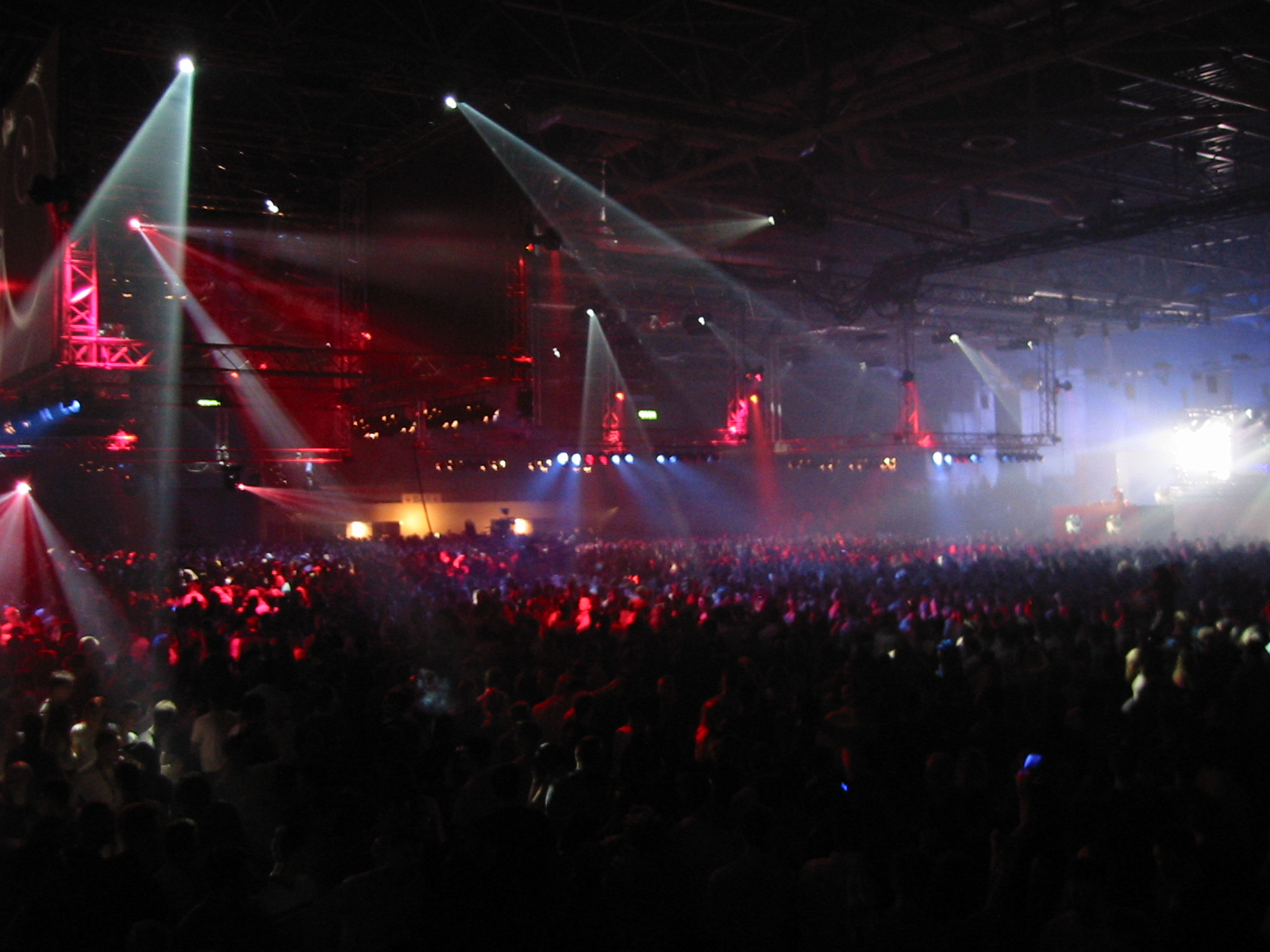
Trance Energy Festival i Utrecht, Nederländerna

- Acid trance
- Ambient trance
- Ambiental trance
- Eurotrance
- Goatrance
- Hardtrance
- Ibiza trance
- Melodisk trance
- Progressiv trance
- Psykedelisk trance
- Tropical trance
- Uplifting trance
- Vocal trance

## Tranceartister
- Andrelli & Blue
- Armin van Buuren
- Body Surf
- Craig Connelly
- Darude
- Dash Berlin
- Jaakko Salovaara
- ATB (André Tanneberger)
- Paul van Dyk
- Tiësto
- Ferry Corsten
- Icone
- Infected Mushroom
- Stoneface & Terminal
- Aly & Fila
- Blank & Jones
- Above & Beyond
- Carl B
- Joni Ljungqvist
- M.I.K.E.
- Paul Miller
- Ayla
- Megara vs. DJ Lee
- Svensons & Gilen
- J & R Project
- Matanka
- Akesson
- Wiggo Scapolite
- BT
- Mirco de Govia
- James Holden
- Agnelli & Nelson
- Paul Webster
- David Forbes
- John O'Callaghan
- Cosmic Baby
- Roger Shah
- Visions of Shiva
- Effective Force
- Wiggo Scapolite
- Floorfilla